# Shaagas Aryeh
Aryeh Leib Gunzberg (hébreu אריה ליב גינסבורג), officiellement connu en France sous le nom de Lion Asser, est un rabbin lituanien du XVIIIe siècle, devenu rabbin de Metz vers la fin de sa vie (Pinsk, Grand-duché de Lituanie, 1695 - Metz, 1785). Il est principalement connu pour son grand-œuvre de Loi juive, le Shaagas Aryeh (hébreu שאגת אריה, « Le rugissement du lion »), auquel il doit son surnom.

## Biographie

### Pinsk, Minsk, et Volozhin
Fils du rabbin Asher Gunzberg, le président du Beth Din (Av Beis Din) de Pinsk, Grand-duché de Lituanie, aujourd'hui au Bélarus, il est né dans cette ville en 1695.
Sa famille quitte Pinsk, pour Minsk, aujourd'hui au Bélarus, alors qu'il est encore jeune.
En 1725, à l'âge de 30 ans, il devient Roch Yechiva de Minsk, mais il ne garde cette position que peu de temps. En effet, il n'hésite pas à critiquer ce qu'il estime critiquable, ce qui lui vaut son renvoi.
Le Shaagas Aryeh devient alors le rabbin de Volozhin près de Minsk (aujourd’hui au Bélarus), où il écrit son œuvre magistrale, le Shaagas Aryeh.
Son ouvrage Shaagas Aryeh est publié pour la première fois à Francfort-sur-le-Main en 1755, et continue d'être cité.
Le Shaagas Aryeh était le président du Beth Din (Av Beis Din) et Roch Yechivah de Minsk, aujourd'hui au Bélarus. Son fils, Yehuda Yudel, appelé le Rebbe à Kletsk, Bélarus, est décédé en 1740 (5500).

### Metz
Il devient le rabbin de Metz en 1765. Son élection à ce poste prestigieux est confirmée par décret royal en date d'octobre 1766.
Il semble que la Rebbetzin, l'épouse du Shaagas Aryeh, ne savait pas faire le café au lait sucré. Lors de la réception qui suivait l'introduction du Shaagas Aryeh comme rabbin de Metz, la coutume voulait qu'elle serve du café au lait avec du sucre, mais elle ne savait pas que l'on pouvait mélanger café et sucre. Elle explique, à Volozhin on ne connaissait ni café ni sucre, et encore moins le mélange.
Les débuts à Metz ne semblent pas prometteurs. Une controverse éclate lors de la fête de Chavouot. Le Shaagas Aryeh s'oppose à la coutume de réciter les Akdamut avant la lecture de la Torah. La communauté refuse d'accepter cette opinion. Le Shaagas Aryeh menace alors de quitter Metz. Un compromis est atteint. Le Shaagas Aryeh n'ira dorénavant que quatre fois par an, à la grande Synagogue, pour y tenir un discours
En 1782, le comte de Provence, le futur Louis XVIII à la chute de l'Empire, visite la synagogue de Metz. Le Shaagas Aryeh fait sur lui une forte impression.
Le Gaon de Vilna avait demandé à la Communauté de Metz d'accepter le Shaagas Aryeh, malgré son âge avancé (il avait alors 70 ans).
Il aurait étudié 1 000 fois au complet le Talmud de Babylone au cours de sa vie (Syum HaShas).
Le Shaagas Aryeh meurt à Metz le 23 juin 1785 (25 Tammouz). Une autre source donne la date du 15 Tammouz,.
Selon David Feuerwerker (1976): "La Communauté israélite de Metz fait à son Rabbin des obsèques solennelles. Pendant un mois entier, la Communauté porte le deuil de Rabbi Lion Asser. Un mois, après ce deuil, le 25 août 1785, à sa séance annuelle, l'Académie de Metz propose son sujet sur les "moyens de rendre les Juifs plus utiles et plus heureux en France."
Au vieux cimetière juif de Metz, on peut voir aujourd'hui un monument à son nom où ses ossements ont été réenterrés il y a quelques années. La Synagogue Adath Yechouroun de Metz est le siège du Collel Schaagath Arié.

## Points de vue du Shaagas Aryeh
- Lors du Seder de Pessah, le récit de la sortie d’Égypte (Sippur Yetzias Mitzraim), selon le Shaagas Aryeh, nécessite l'articulation verbale. Il se base sur le devoir de se souvenir d'Amalek (Zechiras Amalek) qui nécessite cette articulation verbale[17].
- Le Shaagas Aryeh ainsi que le rabbin Shneur Zalman de Liadi interdisent à Pessah l'utilisation de médicaments contenant du hametz dégradé pour ceux qui ne sont pas gravement malades. La plupart des Aharonim sont en désaccord avec le Shaagas Aryeh[18]
- L'interdiction de Achshavei (Élévation) peut-elle s'appliquer à des pilules au goût amer ou à des médicaments liquides sans goût? Certains décisionnaires (Posseqim), dont le Shaagas Aryeh, estiment que bien qu'elles ne soient pas consommables, on ne doit pas les prendre durant Pessah. La raison en est que consommer un tel médicament, c'est l'élever à un statut de « consommable »[19].
- Le Sefer Hachinuch note que les femmes sont exemptes de la Mitzvah d'écrire un Sefer Torah. Maimonide écrit que « c'est un commandement positif pour tout homme… ». Le Shaagas Aryeh conteste ce fait, car cette Mitzvah n'est pas incluse dans la liste des Mitzvot liées au temps, dont les femmes sont exemptes[20],[21].
- Dans sa recommandation (Haskama) pour le célèbre livre du rabbin Meir Eisenstadt (1670 (5430)-1744 (5504)), Panim Meiros, le Shaagas Aryeh écrit : « Bien que je ne donne pas de recommandations (Haskamos) pour des ouvrages religieux (Seforim) écrits dans notre génération car c'est une perte de papier et d'encre et que c'est un embarras pour la Torah et c'est l'abaisser à terre à cause de nos nombreux péchés, il y a cependant de grands arbres dont les mots sont une exception à la règle »[22].
- Le Shaagas Aryeh soutient que la bénédiction (Bracha) avant l'étude de la Torah est d'origine biblique. Il se fonde sur le Talmud (Nedarim 81a) qui lie la destruction de la Terre d'Israël avec l'absence de bénédiction avant l'étude de la Torah[23].
- Peut-on porter un Loulav (palme de dattier) à Souccot ou un Chofar à Roch Hachana pour permettre à une femme ou à un enfant mineur de secouer le Loulav ou d'entendre le chofar ? La plupart des décisionnaires (Posseqim) répondent par l'affirmative, bien qu'il n'y ait pas dans les deux cas d'obligation pour cette Mitzva. Une vue minoritaire est celle du Shaagas Aryeh qui n'autorise pas ce transport durant les fêtes de Yom tov[24]
- Selon le rabbin Aharon Soloveitchik, « 'Si quelqu'un a des épaules larges, il peut contredire les Rishonim. Le Shaagas Aryeh était en désaccord avec les Rishonim en de nombreuses occasions »[25].
- Selon le Shaagas Aryeh, la Chemitta (année sabbatique) garde toute sa force biblique[26].
- Le Shaagas Aryeh soutient qu'une personne a rempli son devoir (Mitzvah) de se réjouir durant les fêtes (Yom tov) en mangeant toute nourriture qu'elle trouve plaisante (et non nécessairement de la viande)[27].
- Selon le Shaagas Aryeh, une Mitzvah d'origine biblique (deOreita) ne précède pas nécessairement une Mitzvah d'origine rabbinique (deRabbanan)[28].

## Autres œuvres
- Turei Even (Rangées de pierres)[29],[30]. Le Turei Even a été écrit à Metz[31].
- Gevurat Ari (La force du lion).
- Shealot U'Tshuvot. Halachic Responsa[32]

## Influence du Shaagas Aryeh
- Le Shaagas Aryeh est le premier Rebbe du rabbin Chaim de Volozhin, le fondateur de la première yeshiva des temps modernes[33].
- Les Lois de Yoshon (Ancien) sont définies dans la Bible (Lévitique, Vayikra 23:9-14). Elles s'appliquent aux cinq grains (Hamishas HaMinim) suivant : l'orge, l'avoine, le seigle, l'épeautre et le blé. Les grains sont considérés comme Yoshon s'ils ont pris racine avant Pessah. Si ce n'est le cas, ils sont considérés comme Chadash (Nouveau) jusqu'au Pessah suivant.
  - La plus grande organisation de Cacherouth au monde, OU (Orthodox Union), basée à New York, aux États-Unis, définit le Chadash d'après le Shaagas Aryeh (Chadashos Dinei Chadash, chapitres 1-2) pour qui le Chadash est une prohibition biblique, même en dehors d'Israël[34].
- L'ouvrage Shaagas Aryeh est aussi populaire aujourd'hui qu'autrefois. Il est de coutume pour le jeune Bar-Mitzvah de faire un discours. La section de l'ouvrage Shaagas Aryeh portant sur les Tefilin est très souvent incluse dans ce discours « traditionnel »[35].
- Le rabbin Abraham Joshua Heschel aurait voulu écrire un ouvrage sur le système logique du Shaagas Aryeh[36].